# レイニ
レイニ（伊: Leinì）は、イタリア共和国ピエモンテ州トリノ県にある、人口約16,000人の基礎自治体（コムーネ）。

## 地理

### 位置・広がり

#### 隣接コムーネ
隣接するコムーネは以下の通り。
- カゼッレ・トリネーゼ
- ロンバルドーレ
- マッパノ
- サン・フランチェスコ・アル・カンポ
- サン・マウリーツィオ・カナヴェーゼ
- セッティモ・トリネーゼ
- ヴォルピャーノ

## 姉妹都市
- Bangolo、コートジボワール 2004年